# Emil Jönsson
Emil Jönsson (n. 15 august 1985, Sandviken, Comitatul Gävleborg, Suedia) este un schior de fond ce a reprezentat Suedia, medaliat olimpic. A participat la 2 ediții ale Jocurilor Olimpice (2010, 2014) în care a câștigat 2 medalii de bronz.